# Grand Prix Formule 1 van Italië 1955
De Grand Prix Formule 1 van Italië 1955 werd gehouden op 11 september op het Autodromo Nazionale Monza in Monza. Het was de zevende en laatste race van het seizoen.

## Uitslag
| Pos. | Nr. | Coureur                 | Constructeur            | Rondes | Tijd / Oorzaak uitval | Grid | Punten |
| ---- | --- | ----------------------- | ----------------------- | ------ | --------------------- | ---- | ------ |
| 1    | 18  | Juan Manuel Fangio      | Mercedes                | 50     | 1:25:04.4             | 1    | 8      |
| 2    | 14  | Piero Taruffi           | Mercedes                | 50     | +0.7                  | 9    | 6      |
| 3    | 4   | Eugenio Castellotti     | Ferrari                 | 50     | +46.2                 | 4    | 4      |
| 4    | 36  | Jean Behra              | Maserati                | 50     | +3:57.5               | 6    | 3      |
| 5    | 34  | Carlos Menditeguy       | Maserati                | 49     | +1 Ronde              | 16   | 2      |
| 6    | 12  | Umberto Maglioli        | Ferrari                 | 49     | +1 Ronde              | 12   |        |
| 7    | 28  | Roberto Mieres          | Maserati                | 48     | +2 Rondes             | 7    |        |
| 8    | 8   | Maurice Trintignant     | Ferrari                 | 47     | +3 Rondes             | 15   |        |
| 9    | 40  | John Fitch              | Maserati                | 46     | +4 Rondes             | 20   |        |
| 10   | 6   | Mike Hawthorn           | Ferrari                 | 38     | Versnellingsbak       | 14   |        |
| DNF  | 20  | Karl Kling              | Mercedes                | 32     | Versnellingsbak       | 3    |        |
| DNF  | 30  | Luigi Musso             | Maserati                | 31     | Versnellingsbak       | 10   |        |
| DNF  | 38  | Horace Gould            | Maserati                | 31     | Ophanging             | 21   |        |
| DNF  | 16  | Stirling Moss           | Mercedes                | 27     | Motor                 | 2    | 1S     |
| DNF  | 26  | Jacques Pollet          | Gordini                 | 26     | Motor                 | 19   |        |
| DNF  | 22  | Hernando da Silva Ramos | Gordini                 | 23     | Benzinesysteem        | 18   |        |
| DNF  | 32  | Peter Collins           | Maserati                | 22     | Ophanging             | 11   |        |
| DNF  | 42  | Harry Schell            | Vanwall                 | 7      | Ophanging             | 13   |        |
| DNF  | 24  | Jean Lucas              | Gordini                 | 7      | Motor                 | 22   |        |
| DNF  | 44  | Ken Wharton             | Vanwall                 | 0      | Injectie              | 17   |        |
| DNS  | 2   | Nino Farina             | Ferrari                 |        | Band                  | 5    |        |
| DNS  | 10  | Luigi Villoresi         | Ferrari                 |        | Band                  | 8    |        |
| DNS  | 46  | Luigi Piotti            | Arzani-Volpini-Maserati |        | Motor                 |      |        |

## Statistieken
| Pole-position | Juan Manuel Fangio | Mercedes | 2:46.5 |
| Snelste ronde | Stirling Moss      | Mercedes | 2:46.9 |

## Noot
- Dit was het debuut voor de Franse coureur Jean Lucas en de Italiaanse coureur Luigi Piotti.
- Dit was de 35ste Grand Prix-start voor Juan Manuel Fangio; daarmee was hij de meest ervaren coureur tot op dat moment.
- Dit was de tiende Grand Prix-start voor een Braziliaanse coureur.
- Juan Manuel Fangio vestigde een nieuw record door 929 rondes als raceleider te hebben gereden. Hij verbrak daarmee het oude record van Alberto Ascari (927).
- Dit was de vijfde podiumplaats voor Piero Taruffi.
- Juan Manuel Fangio had de Grote Prijs van Italië nu drie keer gewonnen, en daarmee vestigde hij een nieuw record. Hij verbrak het oude record van Alberto Ascari (2).
- Dit was de derde wereldtitel voor Juan Manuel Fangio - een nieuw record - en tevens de derde titel voor een Argentijnse coureur.

1921 · 1922 · 1923 · 1924 · 1925 · 1926 · 1927 · 1928 · 1931 · 1932 · 1933 · 1934 · 1935 · 1936 · 1937 · 1938 · 1947 · 1948 · 1949 · 1950 · 1951 · 1952 · 1953 · 1954 · 1955 · 1956 · 1957 · 1958 · 1959 · 1960 · 1961 · 1962 · 1963 · 1964 · 1965 · 1966 · 1967 · 1968 · 1969 · 1970 · 1971 · 1972 · 1973 · 1974 · 1975 · 1976 · 1977 · 1978 · 1979 · 1980 · 1981 · 1982 · 1983 · 1984 · 1985 · 1986 · 1987 · 1988 · 1989 · 1990 · 1991 · 1992 · 1993 · 1994 · 1995 · 1996 · 1997 · 1998 · 1999 · 2000 · 2001 · 2002 · 2003 · 2004 · 2005 · 2006 · 2007 · 2008 · 2009 · 2010 · 2011 · 2012 · 2013 · 2014 · 2015 · 2016 · 2017 · 2018 · 2019 · 2020 · 2021 · 2022 · 2023 · 2024 · 2025